# Hålandsdals kommun
Hålandsdals kommun (norska: Hålandsdal kommune) var en kommun i Hordaland fylke i västra Norge. Kommunen omfattade ett område i den nordöstra delen av nuvarande Bjørnafjordens kommun. Byn Holdhus utgjorde kommunens centralort.

## Administrativ historik
Hålandsdals kommun upprättades den 1 januari 1903 genom utbrytning ur Fusa kommun. Kommunen hade 647 invånare vid upprättandet.
Den 1 januari 1964 gick Hålandsdals kommun, tillsammans med Strandviks kommun, åter upp i Fusa kommun. Kommunens hade då 528 invånare.
Området utgör sedan den 1 januari 2020 en del av Bjørnafjordens kommun.